# XML-QL
XML-QL ist der Name einer Anfragesprache für XML. Viele ihrer Ideen flossen in die Sprache XQuery ein. In der Praxis spielt XML-QL fast keine Rolle mehr, stattdessen wird meistens XQuery eingesetzt, das jedoch auf XML-QL basiert.
XML-QL wurde maßgeblich von den AT&T Labs entwickelt und hat die besondere Fähigkeit, dass Join-Operationen auch auf semistrukturierten Daten durchgeführt werden können.
XML-QL basiert auf einem where/construct Konstrukt anstatt eines select/from/where Konstrukt, wobei die construct-Klausel der select-Klausel und die where-Klausel der from- und where-Klausel entspricht.